# Bonvillet
Bonvillet és un municipi francès, situat al departament dels Vosges i a la regió del Gran Est. L'any 2007 tenia 339 habitants.

## Demografia

### Població
El 2007 la població de fet de Bonvillet era de 339 persones. Hi havia 148 famílies, de les quals 48 eren unipersonals (16 homes vivint sols i 32 dones vivint soles), 52 parelles sense fills, 36 parelles amb fills i 12 famílies monoparentals amb fills.
La població ha evolucionat segons el següent gràfic:
Habitants censats

### Habitatges
El 2007 hi havia 180 habitatges, 155 eren l'habitatge principal de la família, 10 eren segones residències i 15 estaven desocupats. 168 eren cases i 11 eren apartaments. Dels 155 habitatges principals, 131 estaven ocupats pels seus propietaris, 19 estaven llogats i ocupats pels llogaters i 5 estaven cedits a títol gratuït; 6 tenien una cambra, 8 en tenien dues, 13 en tenien tres, 37 en tenien quatre i 91 en tenien cinc o més. 128 habitatges disposaven pel capbaix d'una plaça de pàrquing. A 68 habitatges hi havia un automòbil i a 68 n'hi havia dos o més.

### Piràmide de població
La piràmide de població per edats i sexe el 2009 era:
| Homes | Edats   | Dones |
| ----- | ------- | ----- |
| 0     | 95 o +  | 0     |
| 0     | 90 a 94 | 0     |
| 4     | 85 a 89 | 8     |
| 0     | 80 a 84 | 0     |
| 4     | 75 a 79 | 24    |
| 8     | 70 a 74 | 0     |
| 4     | 65 a 69 | 12    |
| 24    | 60 a 64 | 4     |
| 8     | 55 a 59 | 20    |
| 20    | 50 a 54 | 16    |
| 16    | 45 a 49 | 8     |
| 16    | 40 a 44 | 12    |
| 8     | 35 a 39 | 12    |
| 16    | 30 a 34 | 12    |
| 16    | 25 a 29 | 8     |
| 16    | 20 a 24 | 8     |
| 28    | 15 a 19 | 12    |
| 8     | 10 a 14 | 8     |
| 24    | 5 a 9   | 16    |
| 4     | 0 a 4   | 8     |

## Economia
El 2007 la població en edat de treballar era de 217 persones, 148 eren actives i 69 eren inactives. De les 148 persones actives 130 estaven ocupades (71 homes i 59 dones) i 18 estaven aturades (11 homes i 7 dones). De les 69 persones inactives 37 estaven jubilades, 11 estaven estudiant i 21 estaven classificades com a «altres inactius».

### Ingressos
El 2009 a Bonvillet hi havia 152 unitats fiscals que integraven 340 persones, la mediana anual d'ingressos fiscals per persona era de 16.982 €.

### Activitats econòmiques
Dels 12 establiments que hi havia el 2007, 4 eren d'empreses de construcció, 4 d'empreses de comerç i reparació d'automòbils, 1 d'una empresa d'hostatgeria i restauració, 1 d'una empresa financera i 2 d'entitats de l'administració pública.
Dels 5 establiments de servei als particulars que hi havia el 2009, 2 eren tallers de reparació d'automòbils i de material agrícola, 1 paleta, 1 guixaire pintor i 1 empresa de construcció.
L'any 2000 a Bonvillet hi havia 6 explotacions agrícoles.

## Equipaments sanitaris i escolars
El 2009 hi havia una escola elemental.

## Poblacions més properes
El següent diagrama mostra les poblacions més properes.